# Motorisierte Schützentruppen

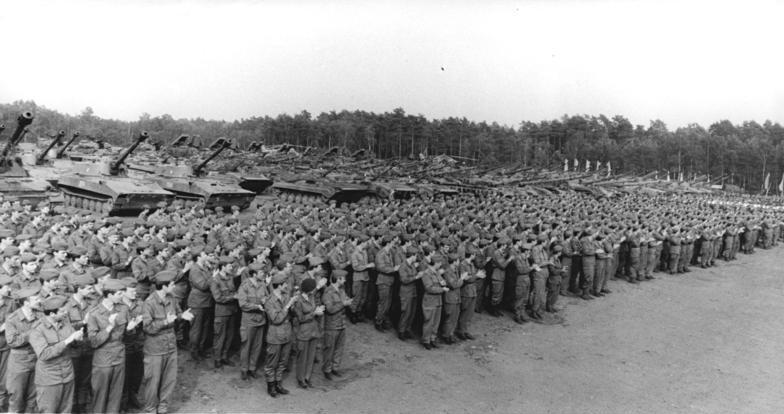
Mot. Schützentruppen der NVA beim Appell mit anderen Waffengattungen

Die motorisierten Schützentruppen, kurz: Mot-Schützen (NATO-Schreibweise: MotSchützentruppen / motor rifle troops), waren eine tragende Waffengattung der Landstreitkräfte der Sowjetarmee, die nach dem Zweiten Weltkrieg aus der herkömmlichen Infanterie entwickelt wurde. Nach deren Vorbild wurden bei den Landstreitkräften der Nationalen Volksarmee der DDR sowie den übrigen Streitkräften des Ostblocks bzw. Warschauer Vertrags ebenfalls motorisierte Schützentruppen aufgebaut, die verschiedenartige Kampfhandlungen durchführen konnten. Nach Einsatzgrundsätzen, Ausrüstung und Kampfwert waren sie mit der mechanisierten Infanterie der Heere der NATO, aber auch mit den mechanisierten und leichten Truppen, beispielsweise der Schweizer Armee, vergleichbar.
Mot. Schütze(n), im Soldatenjargon despektierlich auch „Doktor mot.“ oder „Mucker“, war die allgemeine Bezeichnung für Soldaten der mot. Schützentruppen.

## Einsatzgrundsätze
Die mot. Schützentruppen verfügten neben der üblichen Infanteriebewaffnung über gepanzerte, hochmobile, geländegängige und schwimmfähige Kampftechnik. Sie waren in der Lage, jahres- und tageszeitunabhängig, unter beliebigen Gelände- und Klimabedingungen, aufgesessen oder zu Fuß, eigenständig oder im Verbund mit anderen Streitkräften, Kampfhandlungen durchzuführen oder an selbigen teilzunehmen. Dabei unterschieden sich die mot. Schützentruppen wesentlich von der Infanterie des Zweiten Weltkrieges hinsichtlich Bewaffnung, Ausrüstung, Organisation und Taktik. Sie gliederten sich allgemein in:
- mot. Schützenverbände = mot. Schützendivisionen (MSD)
- mot. Schützentruppenteile = mot. Schützenregimenter (MSR) / selbständige mot. Schützenbataillone (MSB)
- mot. Schützeneinheiten (nach NATO-Verständnis = Teileinheiten) = mot. Schützenkompanien, mot. Schützenzüge und mot. Schützengruppen.

## Motorisierte Schützengruppe
Die mot. Schützengruppe galt als kleinste Gliederungsform der mot. Schützentruppen und war zugleich kleinste taktische Einheit / Teileinheit. Die Bewaffnung bestand aus waffengattungstypischen Schützenwaffen, wie beispielsweise Maschinenpistole (MPi, nach NATO-Verständnis Sturmgewehr), leichtem Maschinengewehr (LlMG) und reaktiver Panzerbüchse (RPG). Die mot. Schützengruppe handelte in der Regel im Bestand des mot. Schützenzuges, wobei auch der separate Einsatz möglich war.
Motorisierte Schützengruppe:
- Gruppenführer
  - MPi-Schütze, zugleich stellvertretender Gruppenführer (stvGrpFhr)
  - MG-Schütze 1 und MG-Schütze 2
  - RPG-Schütze 1 und RPG-Schütze 2
  - drei bis sechs weitere MPi-Schützen

## Motorisierter Schützenzug
Der mot. Schützenzug (MSZ) war in der Regel Bestandteil der mot. Schützenkompanie, konnte aber auch selbständig handeln. Im Angriffsgefecht bestand sein Auftrag darin, in die Stellung des Gegners einzubrechen, den Angriff in vorgegebene Richtung weiterzuführen und Gegenangriffe abzuwehren. Der Angriff konnte nach einem Marsch aus der Bewegung heraus oder aus unmittelbarer Berührung mit dem Gegner erfolgen. Das Verteidigungsgefecht erfolgte in der Regel aus einem zugewiesenen pioniermäßig ausgebauten Zugstützpunkt. In der Marschsicherung war der Einsatz als Spitzen-, Seiten- oder Rückensicherung möglich.
mot. Schützenzug:
- Zugführer
  - drei mot. Schützengruppen

## Motorisierte Schützenkompanie
Die mot. Schützenkompanie (MSK) handelte in der Regel im Bestand des mot. Schützenbataillons und konnte in den Gefechtsarten Angriff, Verteidigung und Begegnungsgefecht eingesetzt werden, wobei auch kurzzeitig selbständige Handlungen vorgesehen waren. So war die mot. Schützenkompanie beispielsweise zu folgenden selbständigen zeitlich begrenzten Handlungen befähigt:
- Aufklärung – als Gruppe zur gewaltsamen Aufklärung
- Wach- und Sicherungsdienst – als Feldwachabteilung
- Marsch – als Marschsicherung
- Angriffs- und Begegnungsgefecht – als Luftlandeeinheit.

Zur Erfüllung bestimmter Aufgaben war die Verstärkung der mot. Schützenkompanie durch (Teil-)Einheiten anderer Waffengattungen und Spezialtruppen vorgesehen.
Motorisierte Schützenkompanie:
- Kompaniechef
  - Hauptfeldwebel (im Sinne von Kompaniefeldwebel), mit Schirrmeister und Funkmeister
  - drei mot. Schützenzüge
  - Maschinengewehr-Gruppe
  - bis zwei Teileinheiten anderer Waffengattungen (in Gruppenstärke)

## Motorisiertes Schützenbataillon
Das mot. Schützenbataillon (MSB) war tragender Bestandteil des mot. Schützenregiments und konnte in den Gefechtsarten Angriff, Verteidigung und Begegnungsgefecht, aber auch selbständig über einen bestimmten Zeitraum als allgemeiner taktischer Truppenteil eingesetzt werden, wie beispielsweise als Luftlandeeinheit, Vorausabteilung, Nachhut etc.
Motorisiertes Schützenbataillon:
- Kommandeur
  - Stab mit: Fernmeldeeinheit (in Zugstärke), Versorgungsgruppe, Wartung- und Instandsetzungsgruppe
  - drei mot. Schützenkompanien
  - zwei Kompanien oder Züge anderer Waffengattungen

## Motorisiertes Schützenregiment
Das mot. Schützenregiment (MSR) war in der Regel Bestandteil der mot. Schützendivision und Panzerdivision, handelte unter deren Führung, war jedoch auch befähigt, als selbständiger Truppenteil zu handeln. Die Teilnahme an Kampf- oder Gefechtshandlungen sollte im Verbund mit anderen Kampfverbänden der beteiligten Teilstreitkraft, Waffengattung und Spezialtruppe erfolgen.
Führung
- Regimentskommandeur
  - Stabschef mit Stab
  - zwei bis drei mot. Schützenbataillone (MSB)
  - ein Panzerbataillon (PB)
  - selbständige Bataillone / Abteilungen
  - selbständige Kompanien / Batterien

## Motorisierte Schützendivision
Die mot. Schützendivision (MSD) handelte im Rahmen eines Großverbandes (in der Regel Allgemeine Armee, Stoßarmee oder Panzerarmee) und war dazu bestimmt, Gefechtshandlungen im Verbund mit anderen an der militärischen Operation beteiligten Kräften und Mitteln der Teilstreitkraft und Waffengattung durchzuführen, oder aber selbständig zu handeln.
Führung
- Divisionskommandeur
  - Stabschef mit Stab
  - zwei bis drei mot. Schützenregimenter
  - ein Panzerregiment (PR)
  - selbständige Bataillone / Abteilungen
  - selbständige Kompanien / Batterien

## Standard-Gefechtsfahrzeuge
Die nachstehende Übersicht enthält eine Auswahl von Standard-Gefechtsfahrzeugen der NVA mot. Schützentruppen.

Schützenpanzerwagen (SPW), Schützenpanzer (SPz)
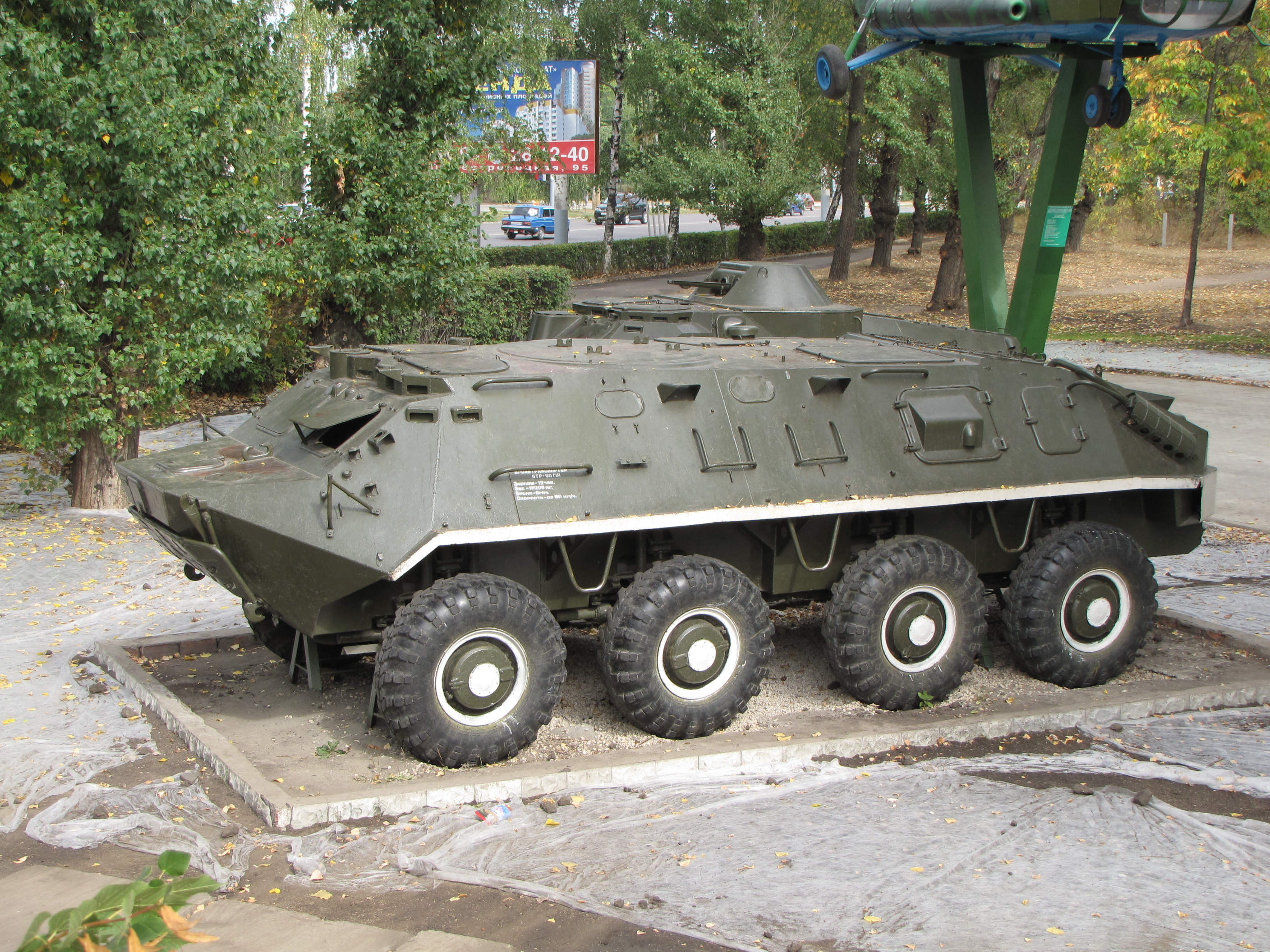
SPW BTR-60 PA, frühe Version A
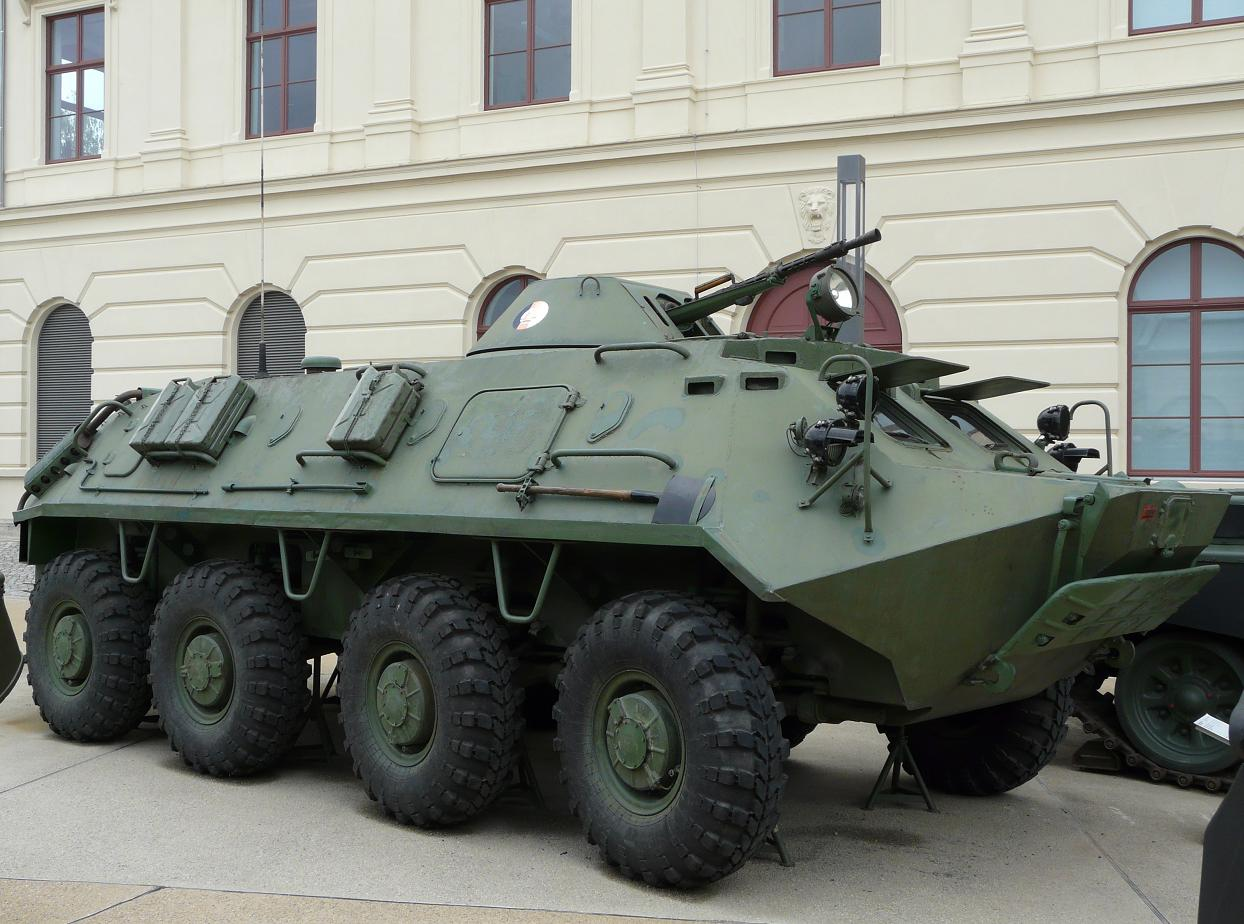
SPW BTR-60 PB, Folgeversion B
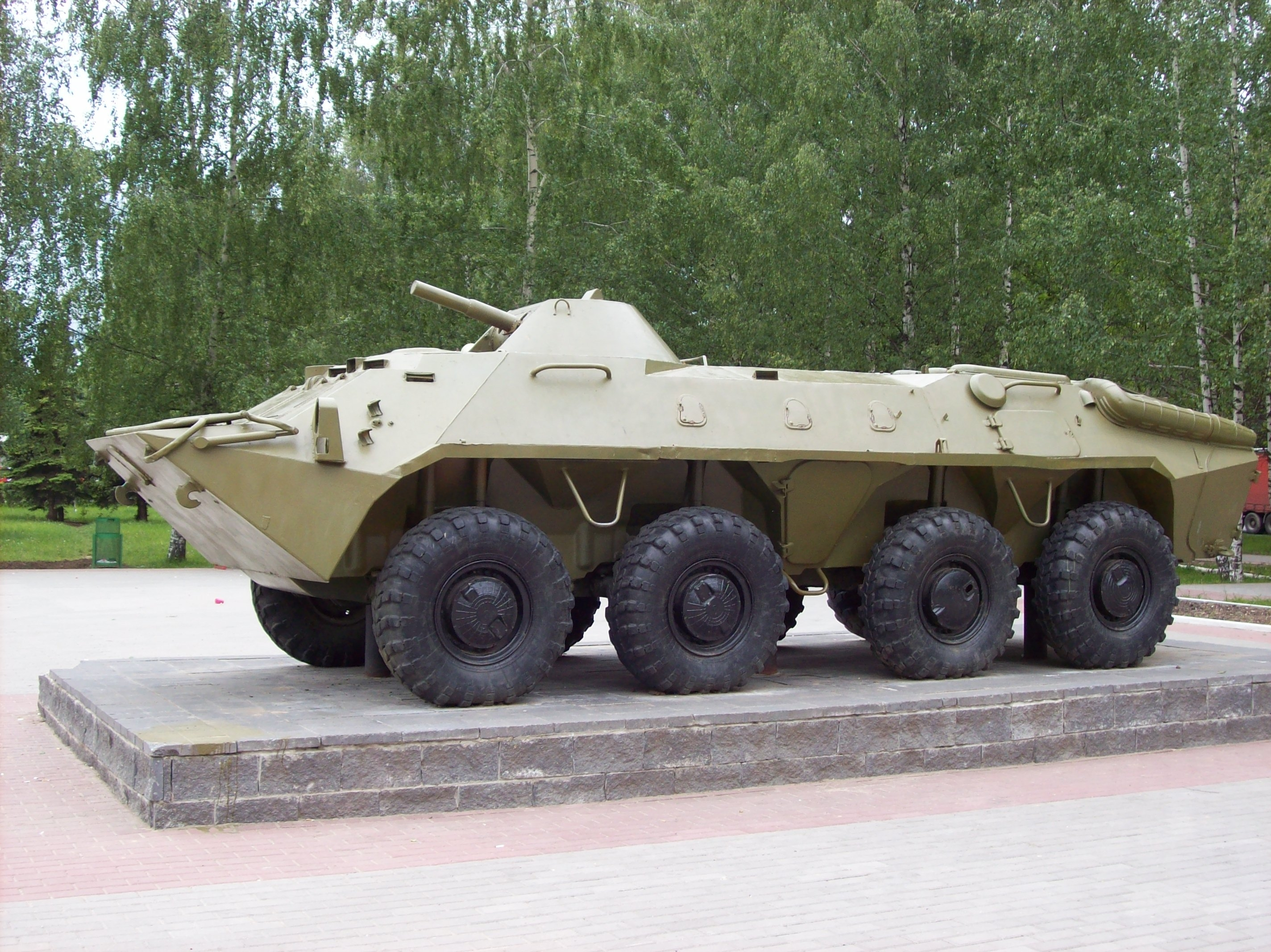
SPW BTR-70
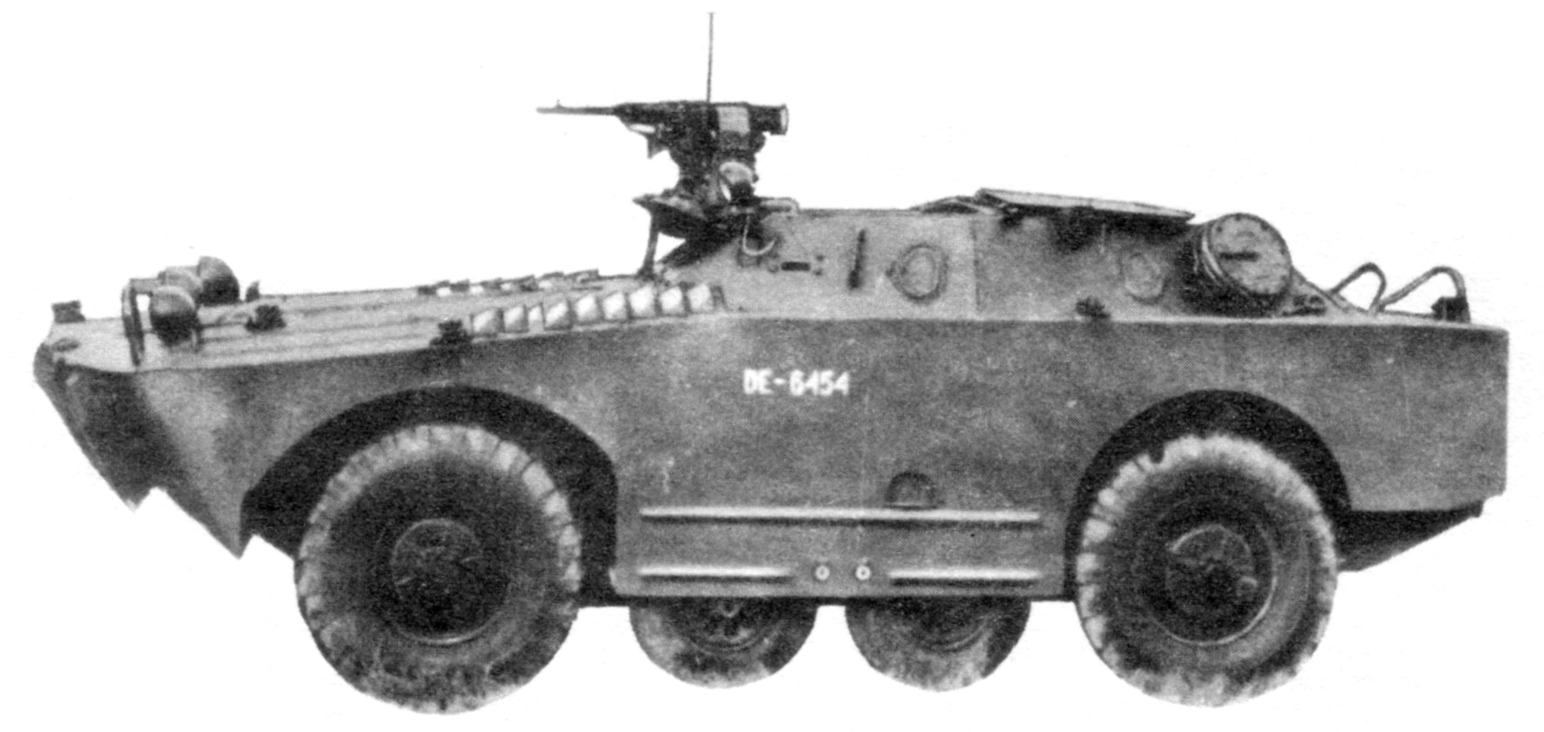
SPW BRDM-1 Aufklärungsvariante, Alternativbezeichnung: SPW-40P2
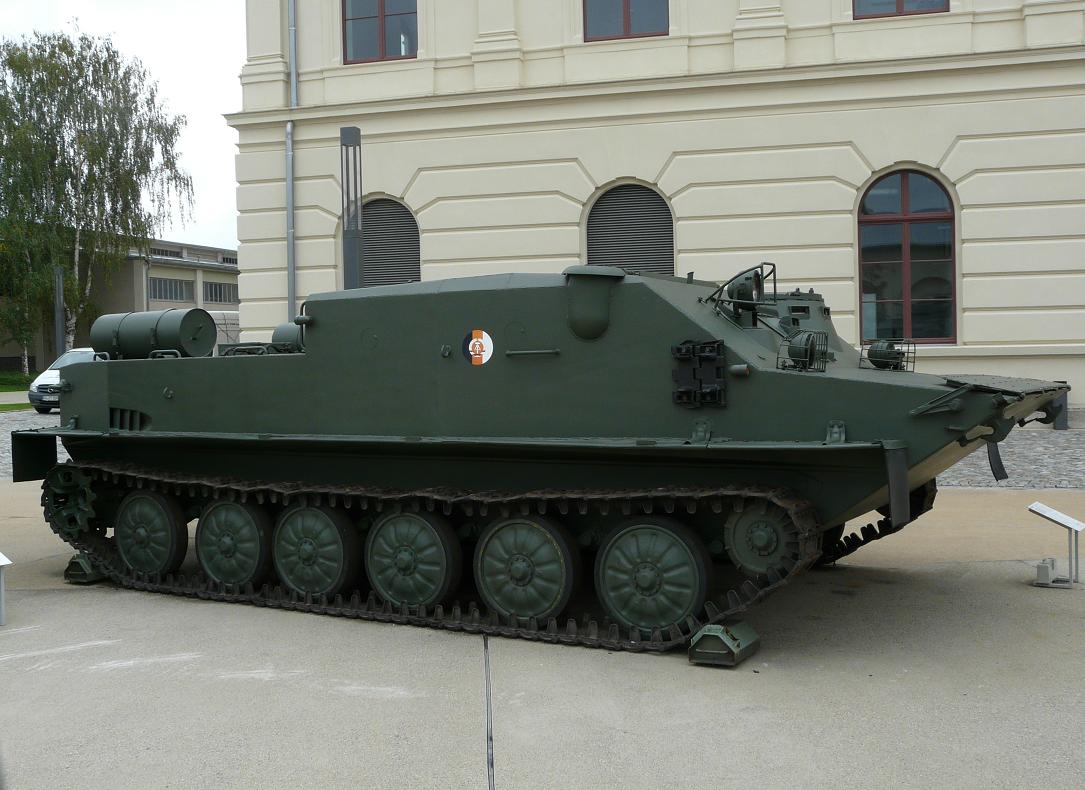
SPW BTR-50 PK = Vollketten-SPW, schwimmfähig, mit Dach-Panzerung
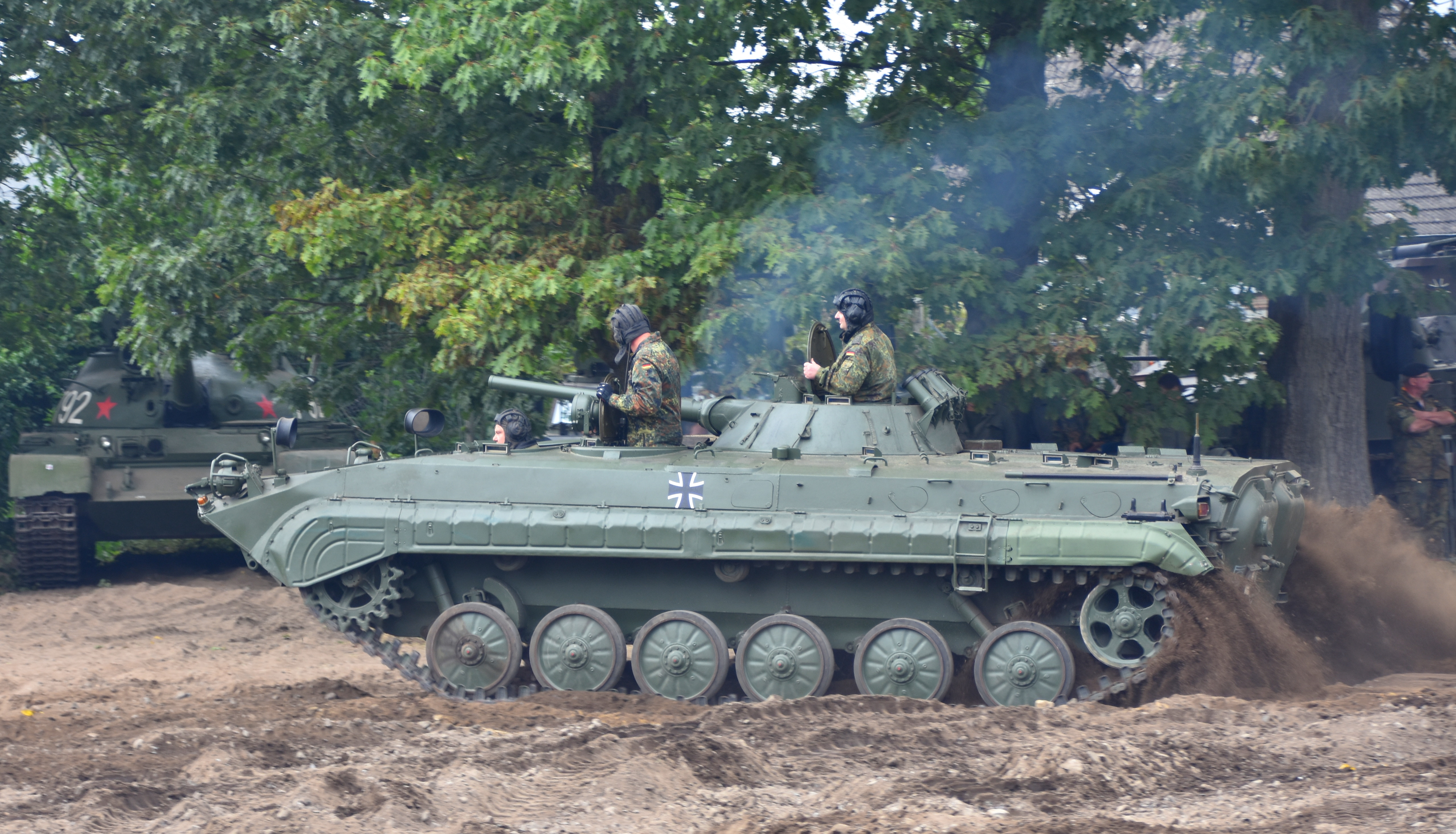
SPz BMP-1
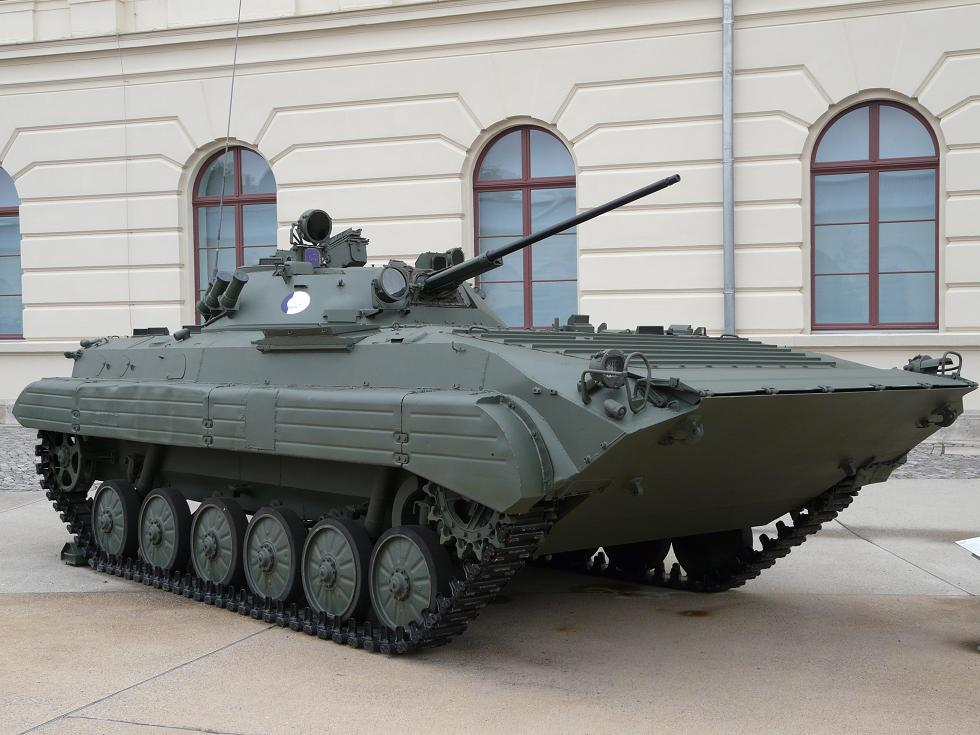
SPz BMP-2

Erläuterung der verwendeten Abkürzungen:
| Typenbezeichnung | Typenbezeichnung                               | Originalbezeichnung                                                | Bemerkung                                                               |
| Kurzform         | Langform                                       | Originalbezeichnung                                                | Bemerkung                                                               |
| ---------------- | ---------------------------------------------- | ------------------------------------------------------------------ | ----------------------------------------------------------------------- |
| BTR-60PA         | Schützenpanzerwagen-60, Version A              | Bronetransportjor – 60, P(rochodimy), A (Modernisierungs-Version)  | geländegängig, überschweres MG KPWT 14,5mm                              |
| BTR-60PB         | Schützenpanzerwagen-60, Version B              | Bronetransportjor – 60, P(rochodimy), B (Modernisierungs-Version)  | geländegängig, überschweres MG KPWT 14,5mm                              |
| BTR-70           | Schützenpanzerwagen-70                         | Bronetransportjor - 70 (Бронетранспортёр)                          | schwimmfähig, Weiterentwicklung des SPW-60, überschweres MG KPWT 14,5mm |
| BRDM-1           | Schützenpanzerwagen BRDM-1 Aufklärungsvariante | Bronirowannaja raswedywatelnaja-dosornaja maschina – 1             | Aufklärungs- und Spähpanzerwagen, NVA-Bezeichnung: SPW-40P2             |
| BTR-50PK         | Vollketten-Schützenpanzerwagen BTR-50PK        | Bronetransportjor – 50, P(lawajuschtschi) K(ryscha bronirowannaja) | geländegängig, schwimmfähig, Dach-Panzerung, NVA-Bezeichnung: SPW-50P   |
| BMP-1            | Schützenpanzer BMP-1                           | Bojewaja maschina pechoty 1 (Боевая Машина Пехоты 1)               | geländegängig, schwimmfähig, Glattrohrkanone GROMM 73mm                 |
| BMP-2            | Schützenpanzer BMP-2                           | Bojewaja maschina pechoty 2 (Боевая Машина Пехоты 2)               | geländegängig, schwimmfähig, Maschinenkanone (MK) 30 mm                 |

## Waffenfarbe
Die Waffenfarbe der mot. Schützentruppe war generell weiß; ähnlich der Infanterie der Deutschen Wehrmacht bis 1945. Sie kam zur Anwendung in Form von weißen Biesen oder weißer Paspelierung.
- Rand-Paspelierung der Schulterklappen / Schulterstücken einheitlich bis einschließlich Oberst
- Kragen-Biese an Paradejacke und Biesen an der Außennaht der Uniform-Hose für Berufsunteroffiziere, Fähnriche (Fähnrichschüler) und Offiziere (Offiziersschüler)
- Kragen-Biese der Gesellschaftsjacke für Offiziere
- Rand-Paspelierung Schirmmützen Fähnriche und Offiziere